# Diavolo
Pour les articles homonymes, voir Diavolo (homonymie).

Diavolo est une revue de l'éditeur de petit format Aventures & Voyages qui a eu 14 numéros de juillet 1957 à août 1958. La revue est composée de bandes dessinées d'aventures alternant les pages noir et blanc et les pages en bichromie.
Diavolo s'arrête après 14 numéros pour laisser la place à Akim.

## Les Séries
- Diavolo, corsaire de la Reine (Mario Sbaletta) : N° 1 à 14.
- Le Petit Roi (Roberto Renzi et Lina Buffolente) : N° 1 à 14
- Prince Ardent
- Rudy le trappeur : N°1 à 12
- Zéphyr (Enver Bongrani) : N°12